# Lluís Chisvert Ballester
Lluís Chisvert Ballester (L'Eliana, 1945), més conegut com a Gat II, va ser un jugador professional de pilota valenciana, en la modalitat d'Escala i corda. Fill d'un famós jugador de carrer i germà de Gat I.
Va formar part de la generació de pilotaris de L'Eliana formada pel seu germà, Ricardet, Julio, Alberto, Locheta i Juan Montserrat. Amb l'últim anava a les partides de Pelayo amb una motocicleta Vespa.
Era un jugador de forta pegada i gran mobilitat. Tot i la seua irregularitat, va ser un habitual a les partides d'alt nivell del Trinquet de Pelayo.

## Palmarès
- Subcampió Nacional d'Escala i corda: 1969